# Rivignano Teor
Ne doit pas être confondu avec Rivignano.
Rivignano Teor (Rivignan Teôr  en dialecte frioulan) est une commune italienne (comune sparso) de la province d'Udine dans la région Frioul-Vénétie Julienne en Italie.
Elle est fondée le 1er janvier 2014 à la suite du regroupement des communes de Rivignano , siège communal et Teor.

## Histoire
La création de la commune est entérinée par la loi régionale , legge regionale n. 1 du 7 février 2013, promulguée à la suite du référendum du 2 décembre 2012, 95,1 % des votants de Rivignano et 73,0 % de ceux de Teor s'étant exprimés en faveur de la fusion.
Au moment de la fusion, les maires respectifs de Rivignano et Teor assument la charge de commissaire et commissaire adjoint prefectoral jusqu'aux élections communales du 25 mai 2014 qui ont élu le premier maire de la commune.

## Administration
| Période                                  | Période  | Identité    | Étiquette     | Qualité |
| ---------------------------------------- | -------- | ----------- | ------------- | ------- |
| 2014                                     | En cours | Mario Anzil | Centro-destra | Maire   |
| Les données manquantes sont à compléter. |          |             |               |         |

### Hameaux
Ariis, Campomolle, Chiarmacis, Driolassa, Flambruzzo, Rivignano (sede comunale), Rivarotta, Sella, Sivigliano, Teor.

## Communes limitrophes
Bertiolo, Palazzolo dello Stella, Pocenia, Ronchis, Varmo, Talmassons

## Population

### Évolution de la population en janvier de chaque année
| 2014 | 2015 | 2016  |
| ---- | ---- | ----- |
| -    | -    | 6 305 |